# Einmal sehen wir uns wieder
Chansons représentant l'Allemagne au Concours Eurovision de la chanson
Bonne nuit ma chérie
(1960) Zwei kleine Italiener
(1962)
Einmal sehen wir uns wieder (« Nous nous retrouverons ») est une chanson interprétée par Lale Andersen représentant l'Allemagne au Concours Eurovision de la chanson 1961 le 18 mars à Cannes.

## À l'Eurovision
La chanson est interprétée en allemand, langue nationale de l'Allemagne, comme le veut la coutume avant 1966 et comporte un couplet en français. L'orchestre est dirigé par Franck Pourcel.
Einmal sehen wir uns wieder est la huitième chanson interprétée lors de la soirée du concours, suivant April, april de Lill-Babs pour la Suède et précédant Printemps, avril carillonne de Jean-Paul Mauric pour la France.
À l'issue du vote, elle obtient 3 points et se classe 13e sur 16 chansons,.

## Liste des titres
| A1. | Ein kleiner gold'ner Ring   | Gerhard Neumann, Klaus Wüsthoff |  |
| B1. | Einmal sehen wir uns wieder | Ernst Bader, Rudolf Maluck      |  |

## Classements

### Classements hebdomadaires
| Classement (1961)            | Meilleure position |
| ---------------------------- | ------------------ |
| Allemagne (Media Control AG) | 30                 |

## Historique de sortie
| Pays      | Date | Format   | Label      |
| --------- | ---- | -------- | ---------- |
| Allemagne | 1961 | 45 tours | RCA Victor |